# خانه موزه سیمین و جلال
خانه‌موزهٔ سیمین و جلال خانهٔ شخصی جلال آل‌احمد و سیمین دانشور نویسندگان معاصر در شهر تهران است. این خانه مربوط به دوره پهلوی دوم بوده و در  تجریش، دزاشیب، خیابان رمضانی، کوچه‌ رهبری، کوچه‌ پسندیده، بن‌بست ارض، پلاک یک (منطقهٔ ۱ شهرداری) واقع شده‌است. این اثر در تاریخ ۱ شهریور ۱۳۸۴ با شمارهٔ ثبت ۱۱۴۶۶ به‌عنوان یکی از آثار ملی ایران به ثبت رسیده‌است.